# عبداللطیف بغدادی (سیاستمدار)
عبداللطیف بغدادی (عربی: عبد اللطيف البغدادي؛ ۲۰ سپتامبر ۱۹۱۷ – ۹ سپتامبر ۱۹۹۹) سیاستمدار، افسر ارشد نیروی هوایی و یک قاضی مصری بود. او یکی از اعضای جنبش افسران آزاد بود که در سرنگونی پادشاهی مصر در انقلاب سال ۱۹۵۲ شرکت داشت.

## دوران جوانی
او در ۲۰سپتامبر ۱۹۱۷ در شهر المنصوره زاده شد. دوره دانشکده افسری را در ۱۹۳۸ و دوره خلبانی را در ۱۹۳۹ گذراند و در جنگ اعراب و اسرائیل سال ۱۹۴۸ شرکت داشت.

## جنبش افسران آزاد و کودتا
بغدادی در ۱۹۵۰ به جنبش افسران آزاد پیوست و در کودتای افسران آزاد در ۲۳ ژوئیه ۱۹۵۲ علیه ملک فاروق فرمانده جت‌های جنگنده بود که بر فراز قاهره در پرواز بودند تا از مداخلات خارجی احتمالی به نفع ملک فاروق جلوگیری کنند.

## فعالیت‌های سیاسی
درٰ ۱۸ ژوئن ۱۹۵۳ اولین وزیر جنگ بعد از کودتا در زمان محمد نجیب بود. او در سالهای بعد معاون رئیس‌جمهور عبدالناصر شد. در زمان ریاست جمال عبدالناصر، در ۱۶ سپتامبر ۱۹۵۳ بغدادی ریاست دادگاه مخصوصی را بعهده داشت که نفرات ملک فاروق را محاکمه می‌کرد. در فاصله ۲۲ ژوئیه ۱۹۵۷ تا ۴ مارس ۱۹۵۸ ریاست مجلس مصر را عهده‌دار شد. بعد از اتحاد مصر و سوریه بغدادی در سفری که جمال عبدالناصر در ۲۴ فوریه ۱۹۵۸ به دمشق داشت تا جمهوری متحده عربی را شکل دهد نفر همراه او بود. مدتی بعد در اوایل دهه ۱۹۶۰سمت وزارت برنامه‌ریزی مصر را عهده‌دار شد. در سال ۱۹۶۲ بعد از فروپاشی جمهوری متحده عربی و اتحاد با سوریه، ناصر الگوی سوسیالیزم اقتصادی شوروی را در پیش گرفت که بغدادی با آن موافق نبود. او کاملاً با اقدامات گسترده سوسیالیستی مخالف بود. بغدادی بیشتر تمایل به نزدیکی با ایالات متحده آمریکا را داشت. بغدادی در مخالفت با تصمیم ناصر به اعزام نیرو به یمن شمالی و دخالت در جنگ داخلی آنجا در ۱۶می ۱۹۶۴ از مشاغل خود استعفا داد و از کارهای سیاسی کناره گرفت و در عین حال روابط خود را با ناصر حفظ کرد. در ۱۹۷۲ در هنگام ریاست جمهوری انور سادات، بغدادی و ۹نفر از اعضای برجسته سابق دولت مصر طی یادداشتی به سادات به دولت او بخاطر وابستگی اضافی به اتحاد شوروی انتقاد کردند. بغدادی مانند همه اعضای سابق در قید حیات آر.سی. سی با پیمان صلح سادات با اسراییل در۱۹۷۸ مخالفت کرد.

## درگذشت
بغدادی در ۸ سپتامبر ۱۹۹۹ به دلیل بیماری سرطان کبد در بیمارستان بستری شد و روز بعد در سن ۸۱ سالگی درگذشت. در مراسم خاکسپاری او رئیس‌جمهور وقت حسنی مبارک و اعضای ارشد دولت شرکت داشتند. حسنی مبارک در بیانیه‌ای اعلام کرد بغدادی عمر خود را وقف میهن کرد.